# Lennart Sandgren
Carl Lennart Sandgren, folkbokförd Karl Lennart Sandgren, född 25 april 1926 i Kalmar, död 15 februari 2009 i Oscars församling, Stockholm, var en svensk matematiker och ämbetsman.

## Biografi
Sandgren disputerade i matematik 1955 vid Lunds universitet på en avhandlingen A vibration problem. Sandgren gjorde en stor insats för svensk matematikutbildning genom att tillsammans med Carl Hyltén-Cavallius skriva de första svenska läroböckerna i matematisk analys. Böckerna, som populärt kallades "Hylta-Calle", användes i grundläggande matematikkurser på svenska universitet från mitten av 1950-talet till mitten av 1980-talet.
Sandgren var docent i matematik vid Lunds universitet 1955–1957. Han anställdes som lektor vid Malmö latinskola 1954, vid Östra Real i Stockholm 1959 och vid Lärarhögskolan i Malmö 1966 samt var rektor för Högre allmänna läroverket i Jönköping 1957–1961. Därefter var han t.f. undervisningsråd 1958-1961 och utsågs 1961 till avdelningschef vid Skolöverstyrelsen (SÖ). Han anställdes i Ecklesiastikdepartementet 1964, blev skolråd samma år och var departementsråd i Ecklesiastikdepartementet 1965–1966. Lennart Sandgren var statssekreterare i Utbildningsdepartementet 1967–1976 (bland annat under Olof Palmes tid som ecklesiastikminister) och sakkunnig i Statsrådsberedningen 1975–1976.
Sandgren var generaldirektör för Byggnadsstyrelsen 1977–1979, landshövding i Kristianstads län 1979–1984 och därefter i Stockholms län 1985–1991, samt ordförande i styrelseerna för Stiftelsen Skansen och Sveriges Television.
Han var ordförande i AB Trav och Galopp (ATG) 1975–1993. När staten 1983 överlämnade verksamheten vid den statliga hingstdepån i Flyinge till den av hästsporten nybildade Stiftelsen Sveriges Avels och Hästportcentrum Flyinge ("Flyingestiftelsen"), blev Sandgren stiftelsens förste ordförande 1983 till 1996.
1985 gifte han sig med Dorotea Wärmländer och blev styvfar till Rakel Wärmländer.